# Elsa (Fluss)
Der Elsa ist ein 63 km langer Fluss in der Region Toskana in Italien, der das Elsatal (ital. Valdelsa) von Süd nach Nord durchquert und bei Empoli in den Arno mündet.

## Verlauf
Der Fluss entspringt in der Hügelkette Montagnola Senese nahe der Gemeinde Sovicille, Provinz Siena, ca. 10 km südwestlich von Siena.
Der erste Teil, etwa zwischen Casole d’Elsa (6 km im Ortsgebiet) und Colle di Val d’Elsa (7 km im Ortsgebiet), wird allgemein die tote Elsa (L’Elsa Morta) genannt, da sie keine Nebenflüsse hat und sich von Regenwasser sowie Zuflüssen von Thermalbädern (Caldane) speist. Nach Gracciano d’Elsa (Ortsteil von Colle di Val d’Elsa, südlich davon gelegen) wird der Fluss dann die lebendige Elsa (L’Elsa Viva) genannt. Danach passiert er Poggibonsi (11 km im Ortsgebiet), wo von rechts der Staggia eintritt, und verlässt kurz dahinter die Provinz Siena in Richtung Provinz Florenz. Hier streift er die westlichen Ortsteile von Barberino Val d’Elsa (4 km im Ortsgebiet) und gelangt anschließend nach Certaldo (6 km im Ortsgebiet) und Castelfiorentino (11 km im Ortsgebiet), wo der Fluss Lama zufließt. Im westlichen Gemeindegebiet von Empoli (7 km im Ortsgebiet), im Ortsteil Marcignana, nahe der Grenze zur Gemeinde San Miniato, mündet der Elsa in den Arno.

## Bilder

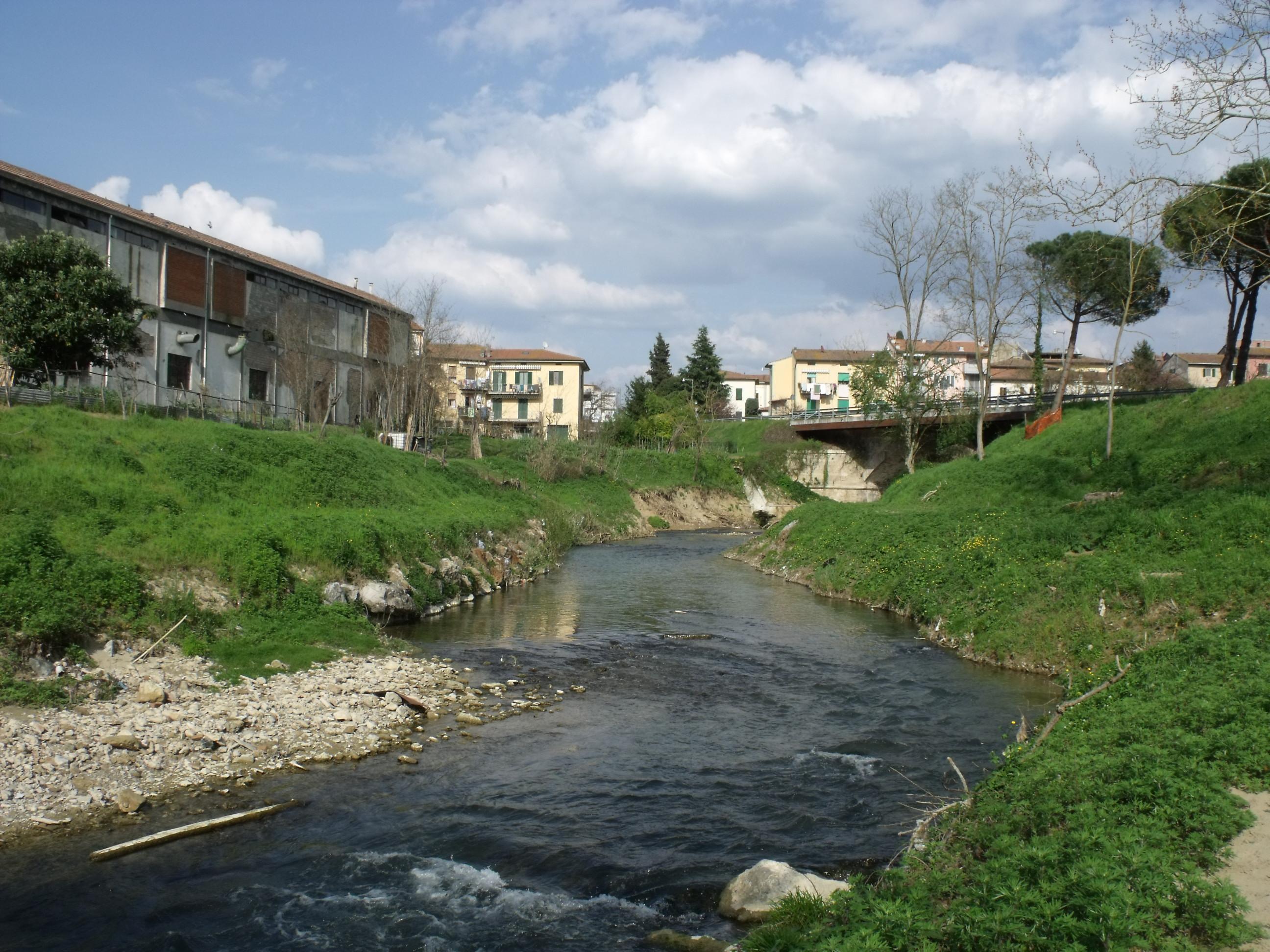
Der Elsa kurz nach dem Ortszentrum von Poggibonsi
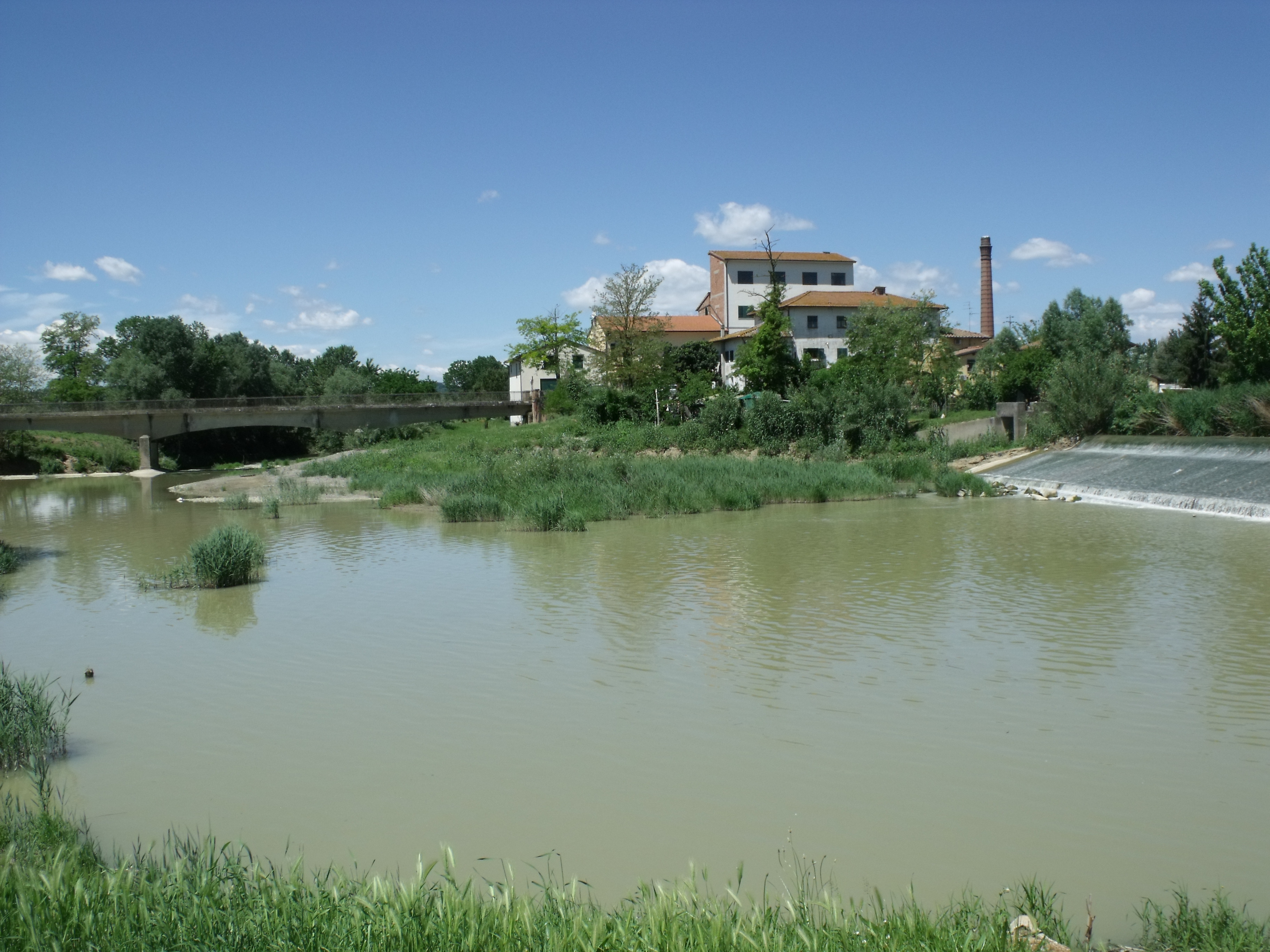
Der Elsa nahe dem Molino di Granaiolo (Mühle von Granaiolo) im nördlichen Ortsgebiet von Castelfiorentino an der Grenze zu Empoli
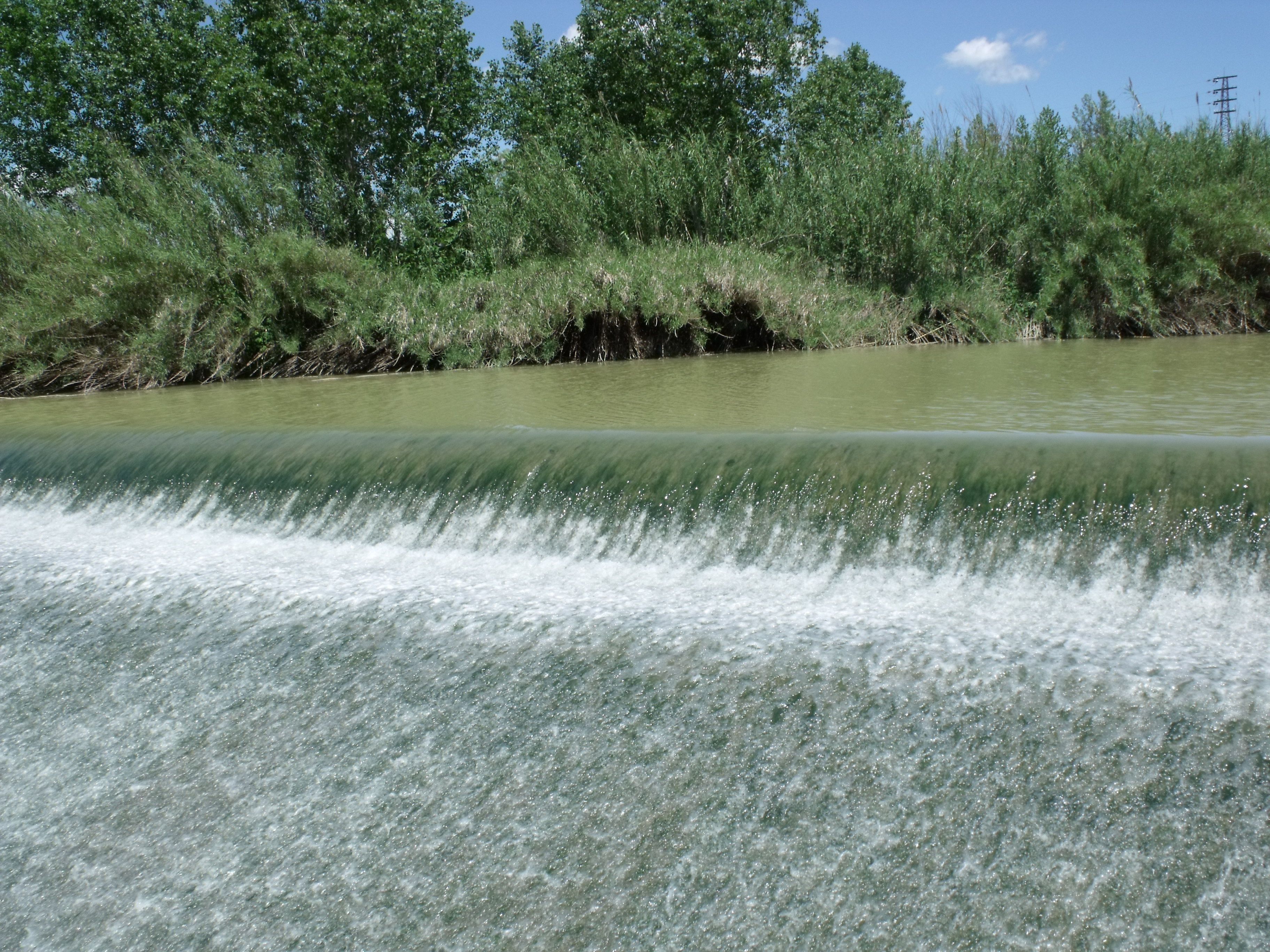
Der Elsa nahe dem Molino di Granaiolo (Mühle von Granaiolo) im nördlichen Ortsgebiet von Castelfiorentino an der Grenze zu Empoli
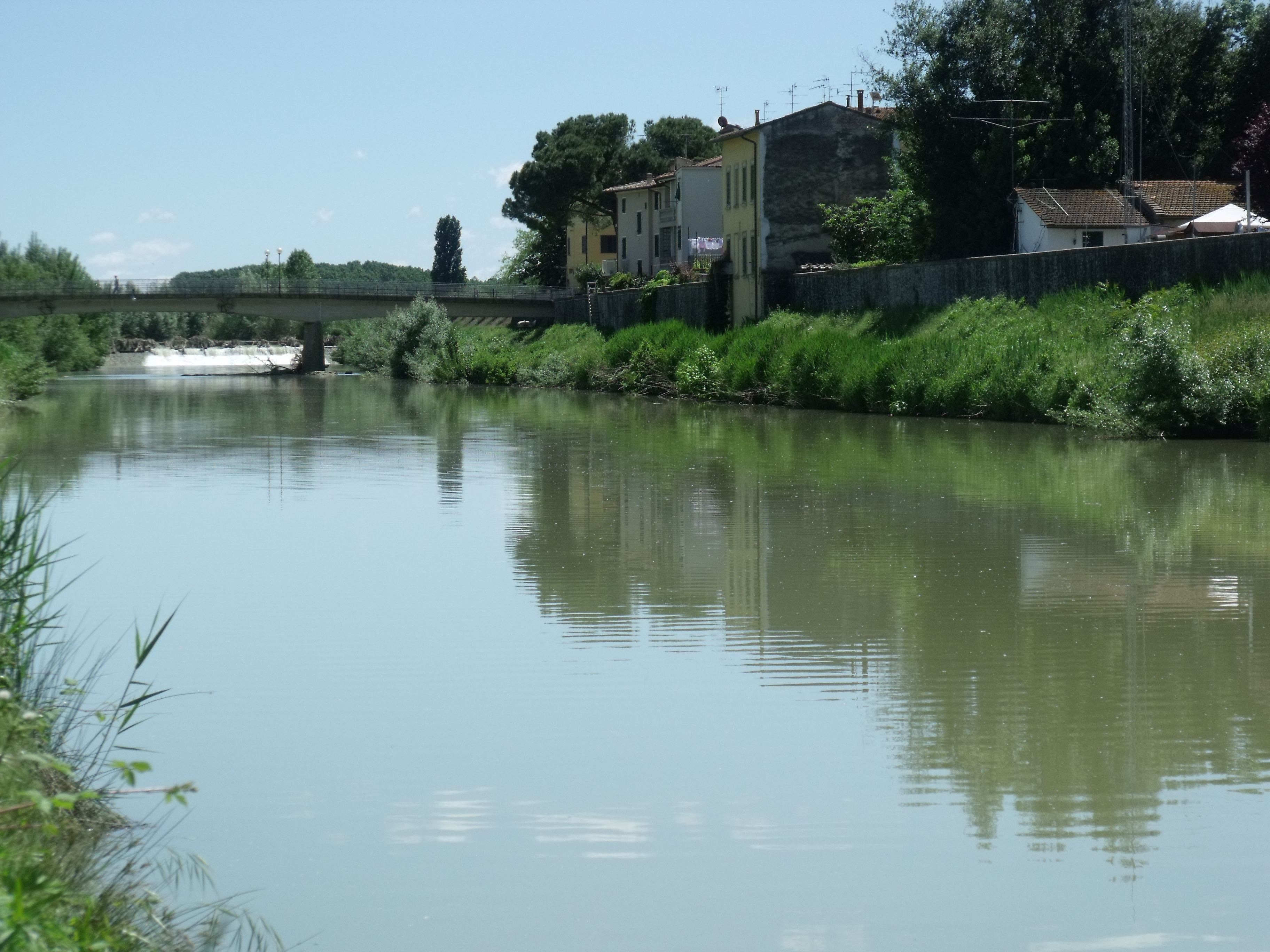
Der Elsa in Ponte a Elsa (südlicher Ortsteil von Empoli)